# Adem Jashari
Adem Jashari, född 28 november 1955 i Prekaz i dåvarande Jugoslavien, död där 6 mars 1998, anses vara en av huvudmännen bakom Kosovos befrielsearmé, född och uppväxt i byn Prekaz i centrala Kosovo, även känt som regionen Drenica. Adem Jashari ansågs av den serbiska staten och underrättelsetjänsten vara en av centralfigurerna bakom UÇK och åtalades i sin frånvaro bland annat för terrorism.
Vid 7 olika tillfällen genomfördes väpnade attacker av serbiska statsstyrkor mot Prekaz. Den 28 februari 1998 inleddes kriget i Kosovo med en serbisk attack mot Adem Jashari och hans släktgård. Under denna inledning på kriget dödades Adem Jashari tillsammans med 56 familjemedlemmar, huvuddelen kvinnor och barn i en militär operation som kritiserats hårt för sitt brutala användande av övervåld. Operationen fick dock motsatt effekt för de serbiska säkerhetsstyrkorna. Istället för att krossa UCK blev Adem Jashari martyr och hela Jasharisläkten en mytomspunnen legend och motståndssymbol bland Kosovos albaner och blev därmed en samlingspunkt för UCK och bidrog starkt till att gerillans stöd bland befolkningen växte. Motståndsrörelsen växte från ett tiotal man snabbt upp till tusentals och senare tiotusentals soldater.

## Utmärkelser
Adem Jashari fick år 2005 utmärkelsen 'Hero i Kosovës' (Hjälte av Kosovo) av Kosovos dåvarande president, Ibrahim Rugova. Flera gator, skolor och organisationer bär hans namn i både Kosovo samt Albanien. Adem Jasharis hemby Prekaz är idag det populäraste turistmålet i hela Kosovo och ett stort museum har inrättas i byn.
Kosovos internationella flygplats har numera fått namnet "Pristinas internationella flygplats Adem Jashari".